# Camponotus arabicus
Camponotus arabicus är en myrart som beskrevs av Cedric A. Collingwood 1985. Camponotus arabicus ingår i släktet hästmyror, och familjen myror. Inga underarter finns listade.